# موزه ملی علوم و فناوری دریایی
موزه ملی علوم و فناوری دریایی (به چینی: 國立海洋科技博物館) یک موزه برای علوم و فناوری دریایی در کیلانگ، تایوان است. موزه دارای نمایشگاه اصلی ساختمان، پارکینگ، مرکز مدیریت، مرکز آموزش و پرورش و بایگانی و مرکز تحقیقات می‌باشد.از بخش‌های موزه می‌توان به موارد زیر اشاره نمود :
- گالری محیط زیست دریایی
- گالری علوم دریایی
- گالری معماری دریایی و مهندسی اقیانوس
- گالری علوم شیلات
- گالری عجایب دریای عمیق
- تئاتر دریای عمیق
- گالری اکتشاف منطقه‌ای